# San Pedro de Macorís (stad)
San Pedro de Macorís is een stad en gemeente (200.000 inwoners) aan de zuidkust van de Dominicaanse Republiek. Het is de hoofdstad van de gelijknamige provincie. Cubaanse immigranten lanceerden vanuit deze stad de suikerindustrie.
In de Verenigde Staten is de stad vooral bekend vanwege de vele honkbalspelers die uit deze stad komen. De bijnaam daar is 'City of shortstops'. De bekendste honkballer, Sammy Sosa is geen korte stop, maar een verre velder.

## Bestuurlijke indeling
De gemeente bestaat uit één gemeentedistrict (distrito municipal):
San Pedro de Macorís.
- Biblioteca Nacional de España: XX459667
- Library of Congress Control Number: n81126252
- National Archives and Records Administration: 10037219
- Nationale Bibliotheek van Israël: 987007562170005171
- Virtual International Authority File: 130199361

Azua · Bajos de Haina · Baní · Barahona · Boca Chica · Bonao · Comendador · Cotuí · Dajabón · El Seibo · Hato Mayor · Higüey · Jimaní · La Romana · La Vega · Los Alcarrizos · Mao · Moca · Monte Cristi · Monte Plata · Nagua · Neiba · Pedernales · Puerto Plata · Sabaneta · Salcedo · Samaná · San Cristóbal · San Francisco de Macorís · San José de Ocoa · San Juan · San Pedro de Macorís · Santiago · Santo Domingo de Guzmán · Santo Domingo Este · Santo Domingo Norte · Santo Domingo Oeste